# جودیت ریزمن
جودیت ریزمن (به انگلیسی: Judith Reisman) (زادهٔ ۱۱ آوریل ۱۹۳۵ – درگذشتهٔ ۸ آوریل ۲۰۲۱) نویسنده و دانشمند آمریکایی بود. وی از منتقدان و نکوهشگران اصلی آلفرد کینزی به‌شمار می‌رفت. وی بنیان‌گذار جنبش مدرن ضد کینزی بود.وی دارای دکتری از دانشگاه کیس وسترن رزرو و استاد دانشگاه لیبرتی بود.

## کتاب‌ها
- Kinsey, Sex and Fraud: The Indoctrination of a People. Judith Reisman et al. ; Huntington House; لافایت، لوئیزیانا (1990) ISBN 978-0-910311-20-5
- "Soft Porn" Plays Hardball: Its Tragic Effects on Women, Children and the Family. Huntington House; Lafayette, LA (1991) ISBN 978-0-910311-92-2
- Kinsey: Crimes & Consequences: The Red Queen and the Grand Scheme. The Institute for Media Education; کرستوود، کنتاکی (1998) ISBN 978-0-9666624-1-2
- Kinsey's Attic: The Shocking Story of How One Man's Sexual Pathology Changed the World. Cumberland House Publishing (2006) ISBN 978-1-58182-460-5
- Sexual Sabotage: How One Mad Scientist Unleashed a Plague of Corruption and Contagion on America.  WND Books  (2010) ISBN 978-1-935071-85-3